# St. Ambrosius (Trier)

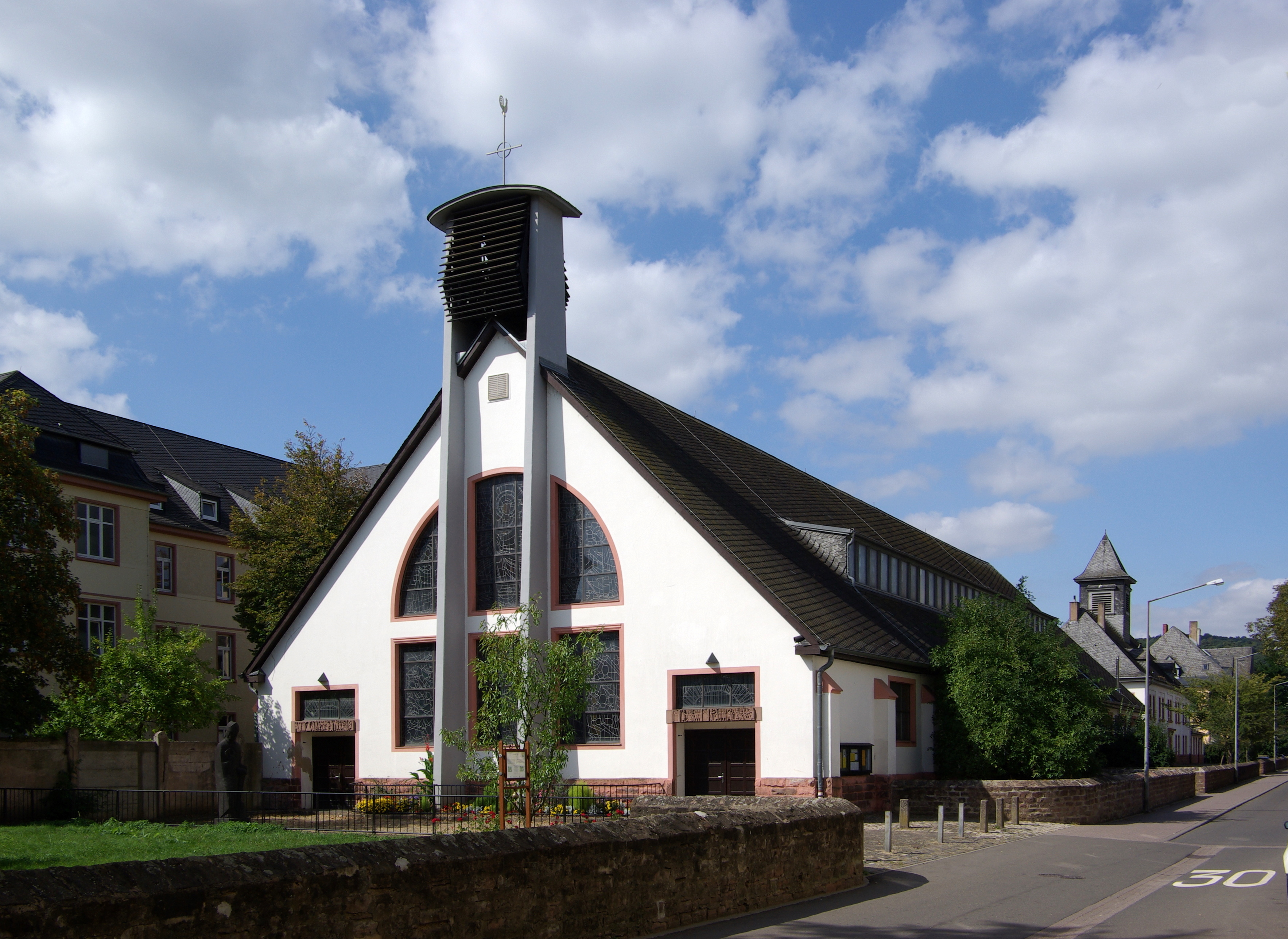
St. Ambrosius in Trier

Die Kirche St. Ambrosius in Trier ist eine ehemalige katholische Pfarrkirche, die durch Umbau einer ehemaligen Exerzierhalle der Goeben-Kaserne entstand.

## Geschichte
Im Zuge der Errichtung der Trierer Goeben-Kaserne erbaute man 1912 auch eine Exerzierhalle, die wie die gesamte Kaserne zunächst noch von den dort stationierten preußischen Soldaten und nach dem Ende des Ersten Weltkriegs zunächst von amerikanischen, dann französischen Besatzungstruppen genutzt wurde. Nach deren Abzug errichtete man in den 1930er Jahren auf dem ehemaligen Kasernengelände Wohnhäuser, für deren Bewohner nach dem Zweiten Weltkrieg eine nach dem heiligen Ambrosius von Mailand benannte Pfarrei eingerichtet wurde. 1947 erfolgte ein Umbau der ehemaligen Exerzierhalle zur Kirche nach Plänen des Trierer Architekten Fritz Thoma, 1954 ein zweiter, der dem Bau durch Hinzufügung des Glockenturms seine heutige Gestalt gab.
Die Pfarrei gehörte seit 2011 zur Pfarreiengemeinschaft St. Paulin in Trier.
Die Kirche St. Ambrosius ist am 9. Juli 2023 profaniert worden.

## Bau
Die heutige Kirche ist ein einschiffiger Bau mit hohem Satteldach und einem von zwei Strebepfeilern (die zugleich den Glockenturm bilden) flankierten Thermenfenster in der Ostfassade. Der nach Westen orientierte Innenraum lässt durch seine hölzerne Binderkonstruktion noch den Charakter des ehemaligen Zweckbaus erahnen. Besonders geprägt wird er durch die Verglasung der Giebelfenster von Heinrich Dieckmann und die Seitenfenster von Reinhard Heß. Die Kirche ist durch ihren Charakter als ehemaliger Zweckbau, der bei der Umgestaltung bewusst beibehalten wurde, besonders bemerkenswert.
Das Gebäude ist denkmalgeschützt.